# (1874) Kacivelia
(1874) Kacivelia est un astéroïde de la ceinture principale.

## Description
(1874) Kacivelia est un astéroïde de la ceinture principale. Il fut découvert le 5 septembre 1924 à Simeis par Sergueï Beliavski. Il présente une orbite caractérisée par un demi-grand axe de 3,16 UA, une excentricité de 0,29 et une inclinaison de 4,8° par rapport à l'écliptique.

## Compléments